# 普蒂拉區

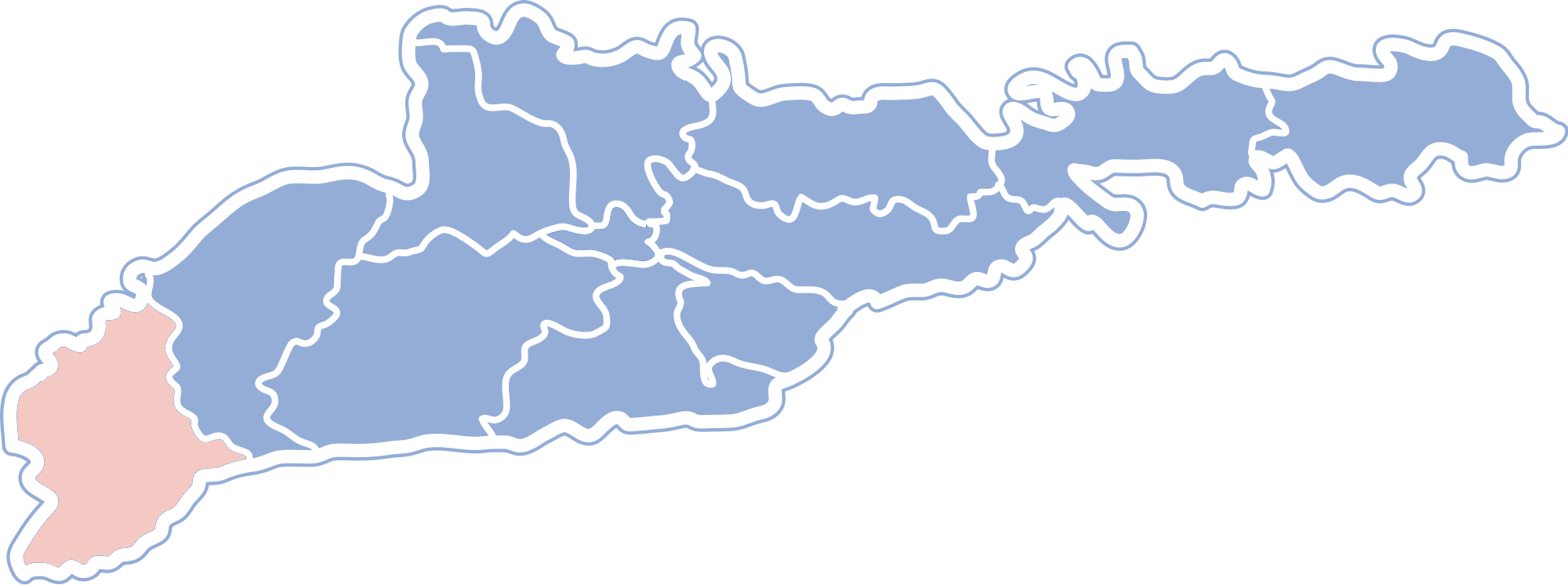

普蒂拉區是位於烏克蘭西南部切爾諾夫策州的舊區，首府設於普蒂拉，並於2020年被撤銷。該區面積884平方公里，2015年人口26,246，人口密度每平方公里29.69人。